# Macropsis sahlbergi
Macropsis sahlbergi är en insektsart som beskrevs av Flor 1861. Macropsis sahlbergi ingår i släktet Macropsis och familjen dvärgstritar. Inga underarter finns listade i Catalogue of Life.